# مولد هموپلار
مولد هم‌قطب یا مولد هموپلار (انگلیسی: Homopolar generator) مولد الکتریکی جریان مستقیم شامل دیسک یا استوانه هادی الکتریکی است که در سطح عمود بر میدان الکتریکی یک‌نواخت گردش می‌کند.

## دیسک فارادی
آزمایش‌های فادی در سال ۱۸۳۱ نشان داد در سیمی که عمود بر یک میدان مغناطیسی حرکت می‌کند، بین دو نقطه نهایی آن اختلاف پتانسیل ایجاد می‌شود. آنالیزهای متعاقب این فرایند، که با نام القای الکترومغناطیسی مشهور است، او را قادر ساخت تا قانون مشهور القای فارادی را بیان کند، قانونی که مطابق آن اختلاف پتانسیل مدار بسته، متناسب با تغییرات شار مغناطیسی حلقه است. استفاده از این کشف، او را قادر ساخت تا اولین مولد الکتریکی هموپلار را در سال ۱۸۳۱ اختراع کند، مولدی که انرژی مکانیکی دیسک مسی در حال چرخش را به انرژی الکتریکی تبدیل می‌کرد.

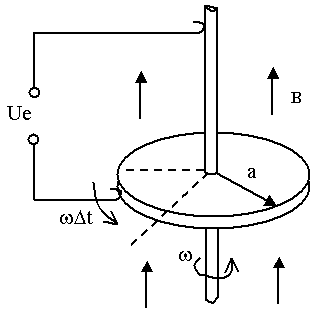
نمایی از ساختار یک‌نوع ژنراتور تک‌قطبی. عکس بالا، عملکرد و سیستم یک ژنراتورِ تک‌قطبی (دیسک فارادی) را نمایش می‌دهد.